# Bruit cardiaque
 (février 2024).
La mise en forme du texte ne suit pas les recommandations de Wikipédia : il faut le « wikifier ».
Les points d'amélioration suivants sont les cas les plus fréquents. Le détail des points à revoir est peut-être précisé sur la page de discussion.
- Les titres sont pré-formatés par le logiciel. Ils ne sont ni en capitales, ni en gras.
- Le texte ne doit pas être écrit en capitales (les noms de famille non plus), ni en gras, ni en italique, ni en « petit »…
- Le gras n'est utilisé que pour surligner le titre de l'article dans l'introduction, une seule fois.
- L'italique est rarement utilisé : mots en langue étrangère, titres d'œuvres, noms de bateaux, etc.
- Les citations ne sont pas en italique mais en corps de texte normal. Elles sont entourées par des guillemets français : « et ».
- Les listes à puces sont à éviter, des paragraphes rédigés étant largement préférés. Les tableaux sont à réserver à la présentation de données structurées (résultats, etc.).
- Les appels de note de bas de page (petits chiffres en exposant, introduits par l'outil «  Source ») sont à placer entre la fin de phrase et le point final[comme ça].
- Les liens internes (vers d'autres articles de Wikipédia) sont à choisir avec parcimonie. Créez des liens vers des articles approfondissant le sujet. Les termes génériques sans rapport avec le sujet sont à éviter, ainsi que les répétitions de liens vers un même terme.
- Les liens externes sont à placer uniquement dans une section « Liens externes », à la fin de l'article. Ces liens sont à choisir avec parcimonie suivant les règles définies. Si un lien sert de source à l'article, son insertion dans le texte est à faire par les notes de bas de page.
- La présentation des références doit suivre les conventions bibliographiques. Il est recommandé d'utiliser les modèles {{Ouvrage}}, {{Chapitre}}, {{Article}}, {{Lien web}} et/ou {{Bibliographie}}. Le mode d'édition visuel peut mettre en forme automatiquement les références.
- Insérer une infobox (cadre d'informations à droite) n'est pas obligatoire pour parachever la mise en page.

Pour une aide détaillée, merci de consulter Aide:Wikification.
Si vous pensez que ces points ont été résolus, vous pouvez retirer ce bandeau et améliorer la mise en forme d'un autre article.

Devant du thorax, montrant les relations superficielles des os, des poumons (violet), de la plèvre (bleu) et du cœur (contour rouge). Les emplacements de meilleure auscultation pour chaque valvule cardiaque sont étiquetés par « M », « T », « A » et « P ».
Premier bruit cardiaque : provoqué par les valves auriculo-ventriculaires – Mitrale (M) et Tricuspide (T).
Deuxième bruit cardiaque provoqué par les valves aortique (A) et pulmonaire/pulmonique (P).

Les bruits cardiaques sont les bruits générés par le cœur qui bat et le flux sanguin qui le traverse. Plus précisément, les sons reflètent les turbulences créées lorsque les valves cardiaques se ferment. Lors de l'auscultation cardiaque, un examinateur peut utiliser un stéthoscope pour écouter ces sons uniques et distincts qui fournissent des données auditives importantes concernant l'état du cœur.
Chez les adultes en bonne santé, il existe deux bruits cardiaques normaux qui se produisent en séquence à chaque battement cardiaque. Il s'agit du « premier bruit cardiaque » (B 1 ) et du « deuxième bruit cardiaque » (B 2 ), produits respectivement par la fermeture des différentes valves auriculo-ventriculaires et des valves aortiques et pulmonaires. En plus de ces sons normaux, une variété d'autres sons peuvent être présents, notamment des souffles cardiaques, des bruits fortuits et des rythmes de galop B 3 et B 4.
Les souffles cardiaques sont générés par un flux sanguin turbulent et un murmure pour être entendu. Des turbulences peuvent survenir à l’intérieur ou à l’extérieur du cœur ; si elle se produit en dehors du cœur, la turbulence est appelée bruit ou souffle vasculaire . Les souffles peuvent être physiologiques (bénins) ou pathologiques (anormaux). Des souffles anormaux peuvent être causés par une sténose limitant l’ouverture d’une valvule cardiaque, entraînant des turbulences lorsque le sang la traverse. Des souffles anormaux peuvent également survenir en cas d'insuffisance valvulaire ( régurgitation ), qui permet un reflux de sang lorsque la valve incompétente se ferme avec une efficacité partielle seulement. Différents souffles sont audibles à différentes parties du cycle cardiaque, selon la cause du souffle.

## Bruits cardiaques primaires

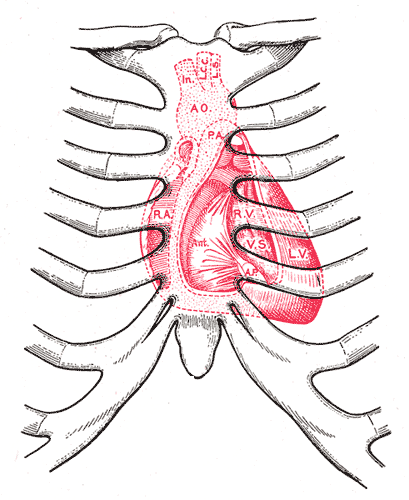
Schéma montrant les relations entre le cœur ouvert et l’avant de la paroi thoracique. Fourmi. Segment antérieur de la valve tricuspide. A O. Aorte. AP Muscle papillaire antérieur. Dans. Artère innominée. LCC Artère carotide commune gauche. LS Artère sous-clavière gauche. Ventricule gauche VG. PA Artère pulmonaire. RA Oreillette droite. VD Ventricule droit. VS Septum ventriculaire.

Les bruits cardiaques normaux sont associés à la fermeture des valvules cardiaques :

### Premier bruit cardiaque
Le premier bruit cardiaque, ou B 1, est composé des composants M 1 (fermeture de la valvule mitrale) et T 1 (fermeture de la valvule tricuspide). Normalement, M 1 précède légèrement T 1. Elle est provoquée par la fermeture des valves auriculo-ventriculaires, c'est-à-dire tricuspide et mitrale (bicuspide), au début de la contraction ventriculaire, ou systole. Lorsque les ventricules commencent à se contracter, les muscles papillaires de chaque ventricule se contractent également. Les muscles papillaires sont attachés aux cuspides ou aux feuillets des valvules tricuspide et mitrale via les cordes tendineuses (cordes cardiaques). Lorsque les muscles papillaires se contractent, les cordes tendineuses se tendent et empêchent ainsi le reflux du sang vers l'environnement à basse pression des oreillettes. Les cordes tendineuses agissent un peu comme les cordes d'un parachute et permettent aux feuillets de la valvule de remonter légèrement dans les oreillettes, mais pas au point d'inverser les bords des cuspides et de permettre le reflux du sang. C'est la pression créée par la contraction ventriculaire qui ferme la valvule, et non les muscles papillaires eux-mêmes. La contraction du ventricule commence juste avant la fermeture des valves atrio-ventriculaires et avant l'ouverture des valvules semi-lunaires. La tension soudaine des cordes tendineuses et la compression des ventricules contre les valves aortique et pulmonaire fermées renvoient le sang vers les oreillettes, et les valve en forme de parachute captent l'afflux de sang dans leurs feuillets, provoquant la fermeture brusque de la valve. Le son B1 résulte d'une réverbération dans le sang associée au blocage soudain de l'inversion du débit par les valves. Le retard de T1 provoque encore plus que d'habitude la scission de S1 qui se fait entendre dans un bloc de branche droit.

### Second bruit cardiaque
Le second bruit cardiaque, ou B 2, est composé des composants A 2 (fermeture de la valve aortique) et P 2 (fermeture de la valve pulmonaire). Normalement A 2 précède P 2 surtout pendant l'inspiration où un dédoublement  de B 2 peut être entendue. Elle est provoquée par la fermeture des valves aortique et pulmoanire à la fin de la systole ventriculaire et au début de la diastole . À mesure que le ventricule gauche se vide, sa pression tombe en dessous de la pression dans l'aorte. Le flux sanguin aortique s'inverse rapidement vers le ventricule gauche, attrapant les cuspides en forme de poche de la valvule aortique, et est arrêté par la fermeture de la valve aortique. De même, lorsque la pression dans le ventricule droit tombe en dessous de la pression dans l'artère pulmonaire, la valve pulmonaire se ferme. Le son B 2 résulte d'une réverbération dans le sang associée au blocage soudain de l'inversion du flux.
La division de B2, également connue sous le nom de division physiologique, se produit normalement lors de l'inhalation car la diminution de la pression intrathoracique augmente le temps nécessaire pour que la pression pulmonaire dépasse celle de la pression ventriculaire droite. Un S2 largement divisé peut être associé à plusieurs affections cardiovasculaires différentes, et la division est parfois large et variable alors qu'elle est parfois large et fixe. La division large et variable se produit dans le bloc de branche droit, la sténose pulmonaire, l'hypertension pulmonaire et les communications interventriculaires. La division large et fixe de B2 se produit dans la communication interauriculaire. Le B2 pulmonaire (P2) sera accentué (P2 fort) en cas d'hypertension pulmonaire et d'embolie pulmonaire. B2 devient plus faible en cas de sténose aortique.

## Bruits cardiaques supplémentaires
Les bruits cardiaques supplémentaires, plus rares, forment des rythmes de galop et sont entendus dans des situations normales et anormales.

### Troisième bruit cardiaque
Le troisième bruit cardiaque, ou B 3, est rarement entendu et est également appelé galop protodiastolique, galop ventriculaire .

Il survient au début de la diastole après B2 et est de tonalité plus grave que B1 ou B2 car il n'est pas d'origine valvulaire. Le troisième bruit cardiaque est bénin chez les jeunes, chez certains athlètes entraînés et parfois pendant la grossesse, mais s'il réapparaît plus tard dans la vie, il peut signaler des problèmes cardiaques, tels qu'une défaillance du ventricule gauche comme dans l'insuffisance cardiaque congestive dilatée (ICC). On pense que S3 est causé par l’oscillation du sang entre les parois des ventricules initiée par le sang affluant des oreillettes. La raison pour laquelle le troisième bruit cardiaque ne se produit pas avant le tiers médian de la diastole est probablement due au fait qu'au début de la diastole, les ventricules ne sont pas suffisamment remplis pour créer suffisamment de tension pour la réverbération.
Cela peut également être le résultat d’une tension des cordes tendineuses lors d’un remplissage et d’une expansion rapides du ventricule. En d’autres termes, un bruit cardiaque B3 indique une augmentation du volume de sang dans le ventricule. Un bruit cardiaque B3 est mieux entendu avec le côté cloche du stéthoscope (utilisé pour les sons de basse fréquence). Un B3 du côté gauche est mieux entendu en position de décubitus latéral gauche et au sommet du cœur, qui est normalement situé dans le 5ème espace intercostal gauche au niveau de la ligne médio-claviculaire. Un B3 du côté droit est mieux entendu au bord inférieur gauche du sternal. La façon de distinguer le B3 gauche du côté droit est d’observer si son intensité augmente avec l’inspiration ou l’expiration. Un B3 du côté droit augmentera à l’inspiration, tandis qu’un B3 du côté gauche augmentera à l’expiration.
Le B3 peut être normal chez les patients jeunes mais est généralement pathologique au-delà de 40 ans. La cause la plus fréquente de S3 pathologique est l’insuffisance cardiaque congestive.

### Quatrième bruit cardiaque
Le quatrième bruit cardiaque, ou B4 lorsqu'il est audible chez un adulte, est appelé galop présystolique ou galop auriculaire. Ce galop est produit par le bruit du sang poussé dans un ventricule raide ou hypertrophique par la contraction atriale.
C'est le signe d'un état pathologique, généralement un ventricule gauche défaillant ou hypertrophique, comme dans l'hypertension systémique, le rétrécissement aortique sévère et la cardiomyopathie hypertrophique. Le son se produit juste après la contraction auriculaire en fin de diastole et immédiatement avant B1. Il est mieux entendu au sommet du cœur avec le patient en position de décubitus latéral gauche et retenant sa respiration. La présence combinée de B3 et B4 est un quadruple galop. À des fréquences cardiaques rapides, S3 et S4 peuvent fusionner pour produire un galop de sommation.
La contraction atriale doit être présente pour la production d'un B4. Il est absent dans la fibrillation auriculaire et dans d'autres rythmes dans lesquels la contraction atriale ne précède pas la contraction ventriculaire.

## Souffles cardiaques

Phonocardiogramme à partir de bruits cardiaques normaux et anormaux.

Les souffles cardiaques sont produits à la suite d’un flux sanguin turbulent suffisamment fort pour produire un bruit audible.

## Autres sons anormaux
Les clics cardiaques sont des sons courts et aigus, présents notamment lors d'un prolapsus de la valve mitrale, témoignant de l'inversion de la concavité de cette dernière.
Le frottement péricardique peut être entendu dans la péricardite, une inflammation du péricarde, le sac entourant le cœur. Il s'agit d'un son caractéristique de grattage, de craquement et d'aigu aigu émanant du frottement des deux couches de péricarde enflammé. C'est le bruit le plus fort de la systole, mais on peut souvent l'entendre au début et à la fin de la diastole. Cela dépend beaucoup de la position du corps et de la respiration et change d'heure en heure.

## Enregistrement des bruits cardiaques
Historiquement, l'enregistrement pouvait être fait lors d'un phonocardiogramme permettant la transcription de l'auscultation sur une bande de paier.
À l'aide de stéthoscopes électroniques, il est possible d'enregistrer les bruits cardiaques via une sortie directe vers un appareil d'enregistrement externe, tel qu'un ordinateur portable ou un enregistreur MP3. La même connexion peut être utilisée pour écouter l'auscultation précédemment enregistrée à travers les écouteurs du stéthoscope, permettant ainsi une étude plus détaillée des souffles et autres bruits cardiaques, pour des recherches générales ainsi que pour l'évaluation de l'état d'un patient particulier.

## Voir également
- Impulsion
- Pentamètre iambique, un mètre poétique qui suit un rythme similaire au battement du cœur humain
- Acouphènes pulsatiles – audition d'un battement de cœur dans une ou les deux oreilles